# Philippe Allaert
Philippe „Phil“ Allaert (* 1961 in Brüssel) ist ein belgischer Jazz- und Fusionmusiker (Schlagzeug, Arrangement, auch Kontrabass, Piano, Gitarre).

## Leben und Wirken
Philippe Allaert hatte 1977/78 klassischen Perkussionsunterricht bei Georges Elie Octors an der Académie de Musique de Bruxelles; anschließend spielte er in der experimentellen Jazzrock-Band C.O.S. um den Keyboarder Charles Loos, mit der 1979–83 drei Alben entstanden. Mit C.O.S. tourte er auch in Deutschland, Spanien und Frankreich. 1981/82 arbeitete er mit Philip Catherine, 1982 bis 1984 mit Charles Tolliver, bevor er 1985 Begleitmusiker von Viktor Lazlo wurde. Weiterhin arbeitete er als Schlagzeuger auch für Vaya Con Dios, für die er teilweise auch als Produzent tätig war.
Daneben spielte er in den folgenden Jahren u. a. mit Jasper van’t Hof (Pili-Pili, Live ’88), Bob Malach, Nippy Noya und David Linx, für den er auch arrangierte (James Baldwin Project), ferner mit Philippe Caillat (Stream of Time (1992), u. a. mit Tony Lakatos), Isabel Antena, Michel Herr, Pierre Van Dormael, Paolo Radno, John Tchicai, Johnny Dyani, Georges Acogny und Curtis Clark.
Im Bereich des Jazz listet ihn Tom Lord zwischen 1978 und 1992 bei zehn Aufnahmesessions. Unter eigenem Namen legte er das Album Self (Mantra-X 2012) vor, dem 2017 die EP Two Zero One Seven folgte.

## Lexikalischer Eintrag
- Émile Henceval: Dictionnaire du jazz à Bruxelles et en Wallonie. Liège: Pierre Mardaga, 1991.